# Erwerbslose kochen für Erwerbslose
Erwerbslose kochen für Erwerbslose ist ein kurzer Werbestummfilm von Ella Bergmann-Michel von 1932 über Suppenküchen in Frankfurt am Main. Er war der erste  Dokumentarfilm einer deutschen Filmemacherin mit einer breiteren Öffentlichkeitswahrnehmung.

## Inhalt
Der Film zeigt Menschen, die vor Erwerbslosenküchen in Frankfurt auf eine Mahlzeit warten. Es gibt dokumentarische und gestellte Szenen. Zwischentitel mahnen Keiner soll hungern und fordern Alle müssen helfen.

## Hintergründe
Der gemeinnützige Verein der Frankfurter Erwerbslosen-Küchen hatte Anfang 1932  mehrere Filmgesellschaften gebeten, einen Werbefilm für sie zu drehen, da ihre finanziellen Mittel auf Grund der immer weiter steigenden Nachfrage in der Weltwirtschaftskrise nicht mehr ausreichten. Keine der Filmgesellschaften war dazu bereit, da sie die Produktionskosten als zu hoch einstuften.
Die Fotografin Ella Bergmann-Michel, die bereits einen Kurzfilm über ein Altersheim des Neuen Bauens gedreht hatte, erklärte sich daraufhin dazu bereit, ihn auf eigene Kosten zu drehen. Sie hatte sich kurz vorher eine kleine 35-mm-Kinamo-Handkamera gekauft, mit der sie beweglich war, und verwendete drei 1000-Watt-Lampen. Sie besuchte zunächst einige der  28 Erwerbslosenküchen und machte sich Aufzeichnungen, danach drehte sie ihre Aufnahmen.
Der Film wurde zuerst am 30. August 1932 im Kino Roxy gezeigt, danach in vielen Frankfurter Kinos im Vorprogramm. Außerdem gab es abendliche Freilichtvorführungen vor der Alten Feuerwache, die jeden Abend etwa 600 Reichsmark Spendengelder einbrachten.
Erwerbslose kochen für Erwerbslose ist mit den anderen Kurzfilmen von Ella Bergmann-Michel auf DVD erhältlich. Sie werden auch in der Gegenwart gelegentlich bei Vorführungen zum Werk der Regisseurin gezeigt.